# Neoromicia robertsi
Neoromicia robertsi — вид рукокрилих родини Лиликові (Vespertilionidae). 

## Поширення, поведінка
Цей вид відомий тільки в двох місцях в центрально-західному Мадагаскарі, в провінції Антананаріву в Національному парку Андасібе-Mantadia. Тільки три відомих особини були спіймані на галявині біля гірського лісу відносно неушкодженого і в сільськогосподарському районі з кількома банановими деревами. Харчується комахами.

## Морфологія
Невеликого розміру, із загальною довжиною між 84 і 93 мм, довжина передпліччя між 34 і 38 мм, довжина хвоста між 31 і 35 мм, довжиною стопи 6 мм і довжиною вух 13 мм.
Шерсть довга і кошлата. Загальне забарвлення тіла темно-шоколадне. Вуха чорно-коричневі й покриті при основі на задній поверхні довгими волосками. Крилові мембрани чорно-бурі. Хвіст довгий.